# Steirischer Heimatschutz

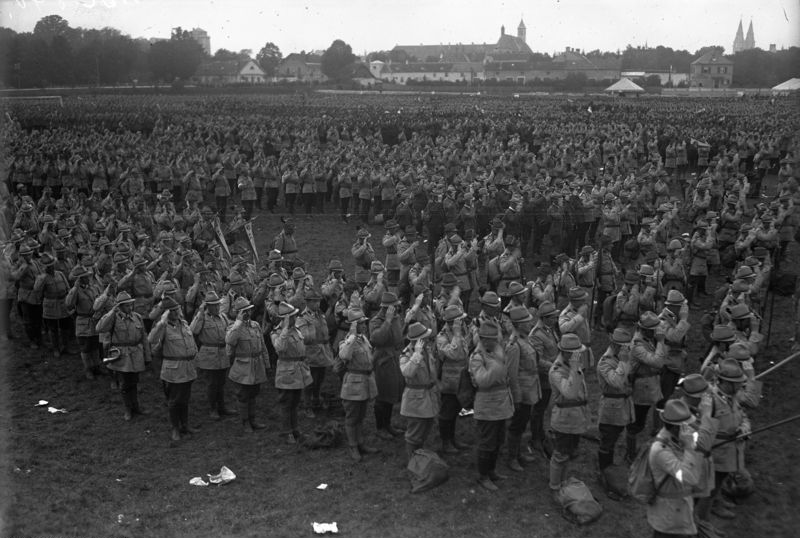
Rassemblement des troupes de la Heimwehr lors d'une marche le 7 octobre 1928.

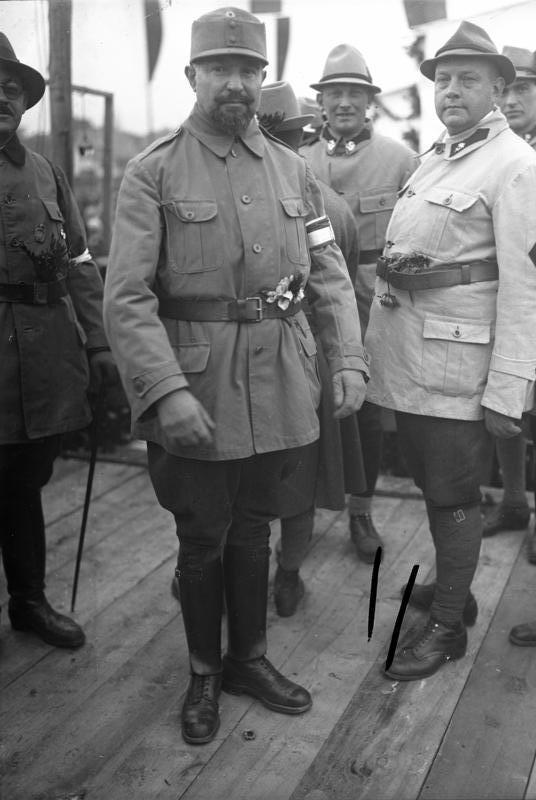
Le Landesführer Walter Pfrimer (à droite) à côté de l'officier fédéral autrichien de la sécurité intérieure (à gauche) en octobre 1928.

Le Steirische Heimatschutz était une organisation paramilitaire établie en Autriche par la Heimwehr durant l'Entre-deux-guerres. Commandée par Walter Pfrimer, puis par Konstantin Kammerhofer, cette organisation était la branche la plus importante de la Heimwehr en termes d'effectifs. À sa formation, elle adopte une idéologie pro allemande radicale et antisémite. Contre le régime parlementaire et démocratique, le groupe tente un coup d'État en 1931 et se rapproche du Parti national-socialiste des travailleurs allemands avec lequel elle signe un pacte d'association militaire.